# Pajama Party
Pour plus de détails, voir Fiche technique et Distribution.
Pajama Party est un film américain réalisé par Don Weis, sorti en 1964. 
Il fait partie d'une série de films initiée en 1963 avec Beach Party. Frankie Avalon n'a qu'un petit rôle, contrairement aux films précédents.

## Synopsis
Un jeune officier de renseignement de la planète Mars nommé Go-Go (Tommy Kirk) se rend sur Terre pour préparer une invasion martienne. Il est confronté aux intrigues amoureuses d'une bande d'adolescents et s'éprend de Connie (Annette Funicello). Lors d'une soirée pyjama, il se transforme en informateur et contribue ainsi à sauver la Terre de l'invasion.

## Fiche technique
- Titre : Pajama Party
- Réalisation : Don Weis
- Scénario : Louis M. Heyward
- Photographie : Floyd Crosby
- Musique : Les Baxter
- Pays d'origine : États-Unis
- Genre : Comédie, Film musical
- Date de sortie : 1964

## Distribution
- Tommy Kirk : Go Go
- Annette Funicello : Connie
- Elsa Lanchester : Tante Wendy
- Harvey Lembeck : Eric Von Zipper
- Jesse White : J. Sinister Hulk
- Buster Keaton : Chef Rotten Eagle
- Dorothy Lamour : Head Saleslady
- Andy Romano : Rat Pack
- Teri Garr : Pajama Girl
- Toni Basil : Pajama Girl
- Joyce Nizzari : Pajama Girl
- Ned Wynn : Pajama Boy
- Michael Nader : Pajama Boy
- Don Rickles : Big Bang le martien
- Frankie Avalon : Socum

## Musique
Guy Hemric et Jerry Styner écrivent toutes les chansons entendues dans le film, et plusieurs de leurs mélodies sont reprises et utilisées pour la partition du film composée par Les Baxter.
Annette Funicello interprète la chanson titre Pyjama Party, It's That Kind of Day, Stuffed Animal, et There Has to Be a Reason en duo avec Tommy Kirk. Dorothy Lamour chante Where Did I Go Wrong, et Donna Loren  Among the Young. Le groupe de Los Angeles, The Nooney Rickett 4, accompagne cette dernière. Ils apparaissent aussi dans le film, interprétant Pyjama Party. Le groupe joue également des versions instrumentales de Among the Young et It's That Kind of Day dans le film Beach Ball.